# Hallucigeniidae
Hallucigeniidae foi uma familíia de animais invertebrados que viveram durante o período Cambriano. O único gênero dentro da família é Hallucigenia. 